# 桧安站
檜安站（韓語：회안역）是朝鮮民主主義人民共和國平安南道北仓郡檜安里的一個鐵路車站，属于平德线。

## 邻近车站
平德线
鸠岘站 - 檜安站 - 南德站